# 磁束計
磁束計（じそくけい、英語: flux meter）は、磁束を測定する電気計器である。

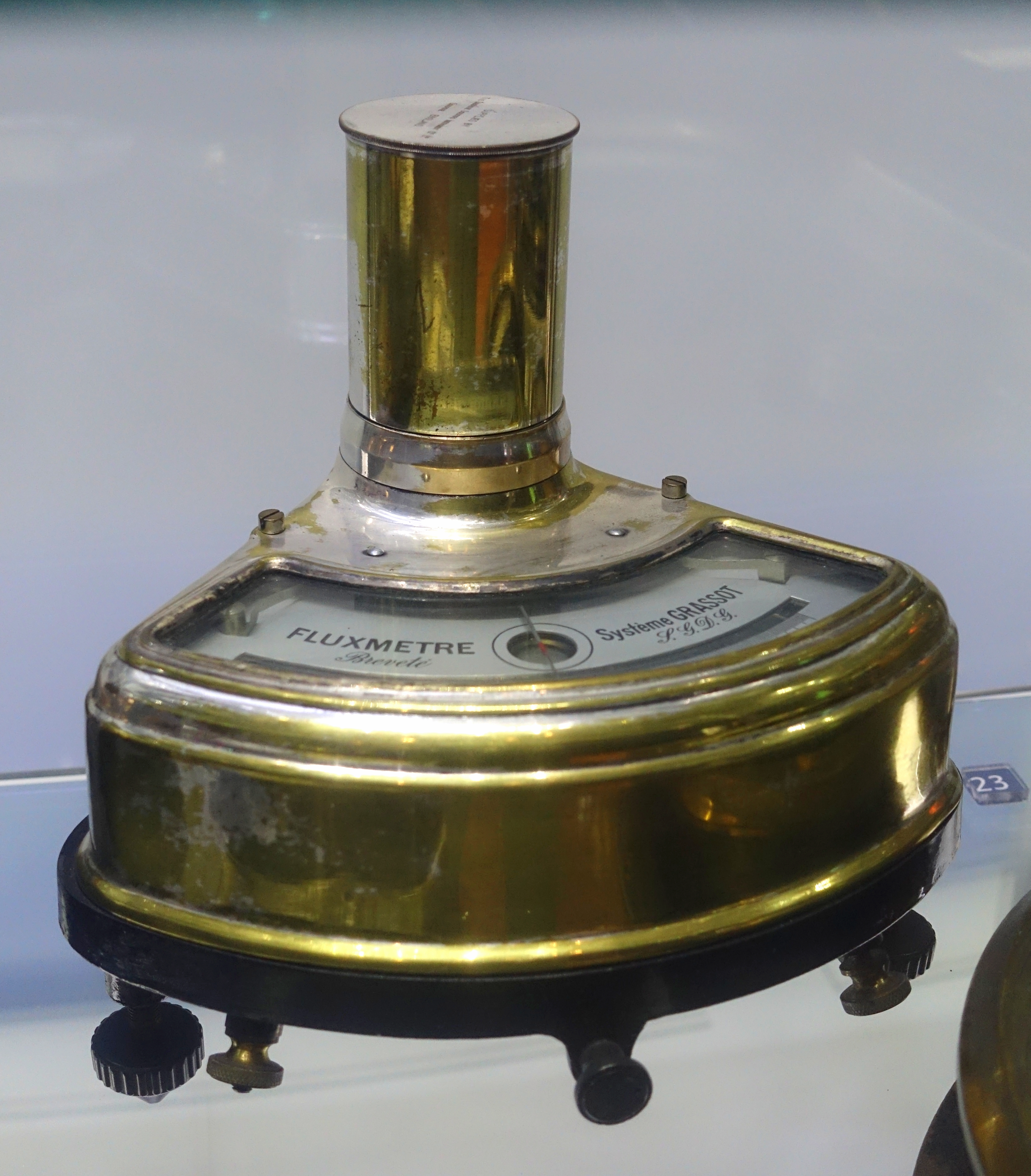
Grassot製の磁束計

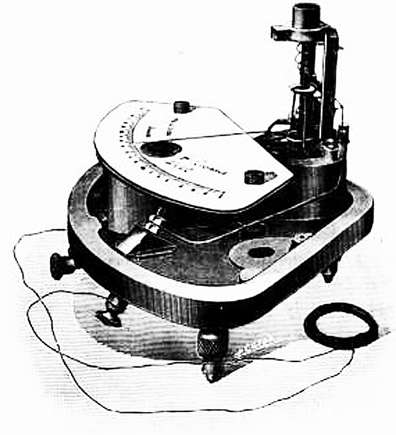
内部構造とサーチコイル

## 使用方法および接続の仕方
一般の磁場の強さや永久磁石の試験、磁性材料のH-B試験、ヒステリシス試験、相互誘導係数の測定などに用いる。
接続方法は測定したい磁束を通すための探索線輪(サーチコイル)を接続する。

サーチコイル内を通過した全磁束数とサーチコイルの巻数との積(=nΦ)を直接指示し、単位はマクスウェル・ターン[Mx・Turns]。
測定対象の磁束変化をサーチコイルに与えると指針が振れ停止する。磁束数を求めるにはサーチコイル巻数で割る(=nΦ/n)と磁束数マクスウェル[Mx]が求まる。

## 内部構造
一種の可動コイル型弾動検流計で機械的制御力がほぼゼロ、使用状態（サーチコイルを接続）で過剰制動になるよう可動コイルを磁界中に置き指針と目盛を取り付け磁束変化のために生じた電気量を測定できるようになっている。